# Iglesia de San Nicolás de Bari (Murcia)
La iglesia de San Nicolás de Bari es una de las parroquias tradicionales del centro histórico de Murcia (Región de Murcia, España), cuyos orígenes se remontan a la conquista cristiana, aunque el edificio actual data de la primera mitad del siglo XVIII, siendo uno de los mejores exponentes del barroco murciano.

## Historia
La primitiva iglesia de San Nicolás se ubicó, tras la toma definitiva de la ciudad en febrero de 1266, sobre una mezquita mencionada en la crónica de Jaime I. La antigua iglesia de San Nicolás se encontraba censada ya como parroquia en 1272, situada en un importante eje de comunicación de la antigua medina, calle a la que daría nombre (la calle de San Nicolás), que comunicaba con la puerta del Azoque o del Zoco de la muralla, principal salida hacia el norte de la ciudad.
El antiguo inmueble debió de tener factura mudéjar con una fachada posterior de estilo manierista, edificada en 1616. Sin embargo, el estado general de deterioro de la parroquia de San Nicolás de Bari obligó a demolerla con carácter de urgencia en pleno siglo XVIII, iniciándose su reconstrucción en 1736 gracias al soporte económico de Diego Mateo Zapata, médico y filósofo murciano que sufrió la persecución del tribunal de la Inquisición por sus supuestas tendencias judaizantes, lo que le animó a convertirse en el auténtico mecenas de la obra, finalizada en 1743. Zapata financió también el retablo mayor de la iglesia a cuyos pies se encuentra enterrado.
En esta parroquia contrajo matrimonio el político malagueño Antonio Cánovas del Castillo con su primera esposa, la jumillana María de la Concepción Espinosa de los Monteros Rodrigo de Villamayor, el 20 de octubre de 1860.
En 1972 fue declarada Bien de Interés Cultural.
Desde 1985 es sede de la Real y Venerable Cofradía del Santísimo Cristo del Amparo y María Santísima de los Dolores, que desfila en la tarde de Viernes de Dolores dando comienzo a la Semana Santa de Murcia. También es sede de la Hermandad del Santísimo Cristo de Burgos en Murcia, cuya imagen titular es una réplica de la que hay en la Catedral de Burgos. Existe además una talla de alabastro de San Lesmes Abad, patrón de la ciudad de Burgos.

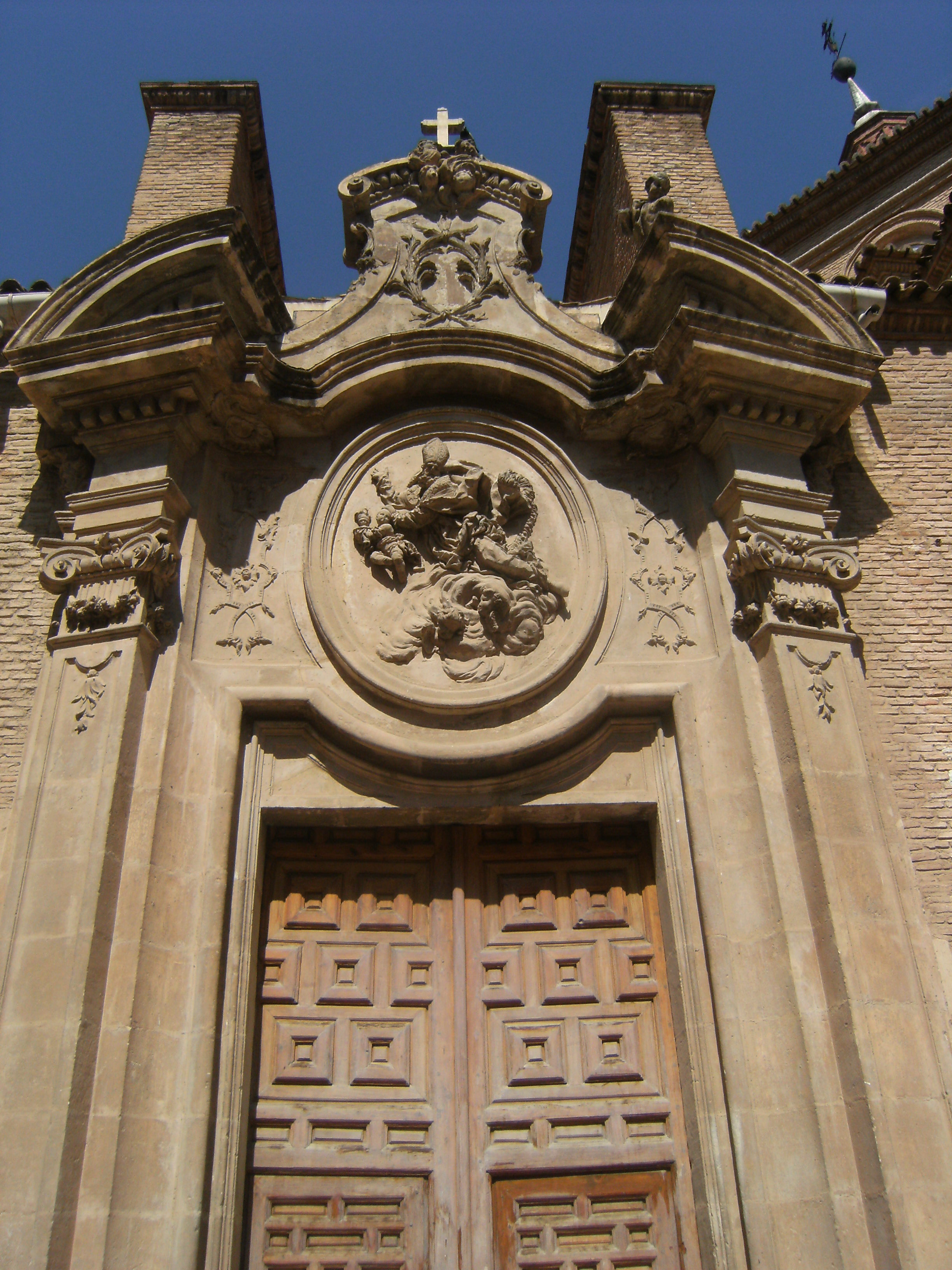
Puerta lateral de la parroquia, con la imagen de San Nicolás en el medallón central

## Arquitectura
Es un claro exponente de la tendencia arquitectónica hacia un estilo barroco más depurado en el que alternan los efectos geométricos con las formas plásticas, visibles en las pilastras, en la cúpula, en el retablo mayor y en las dos fachadas.
En 1742 se contrataron los servicios de Joseph Pérez para concluir la iglesia. A él se deben las fachadas con que cuenta el templo. En ambas la decoración se reserva para lugares muy específicos donde se produce la perfecta integración entre arquitectura y escultura similar a la que vemos en la fachada principal de la Catedral de Murcia, imafronte que se estaba construyendo al mismo tiempo que San Nicolás.

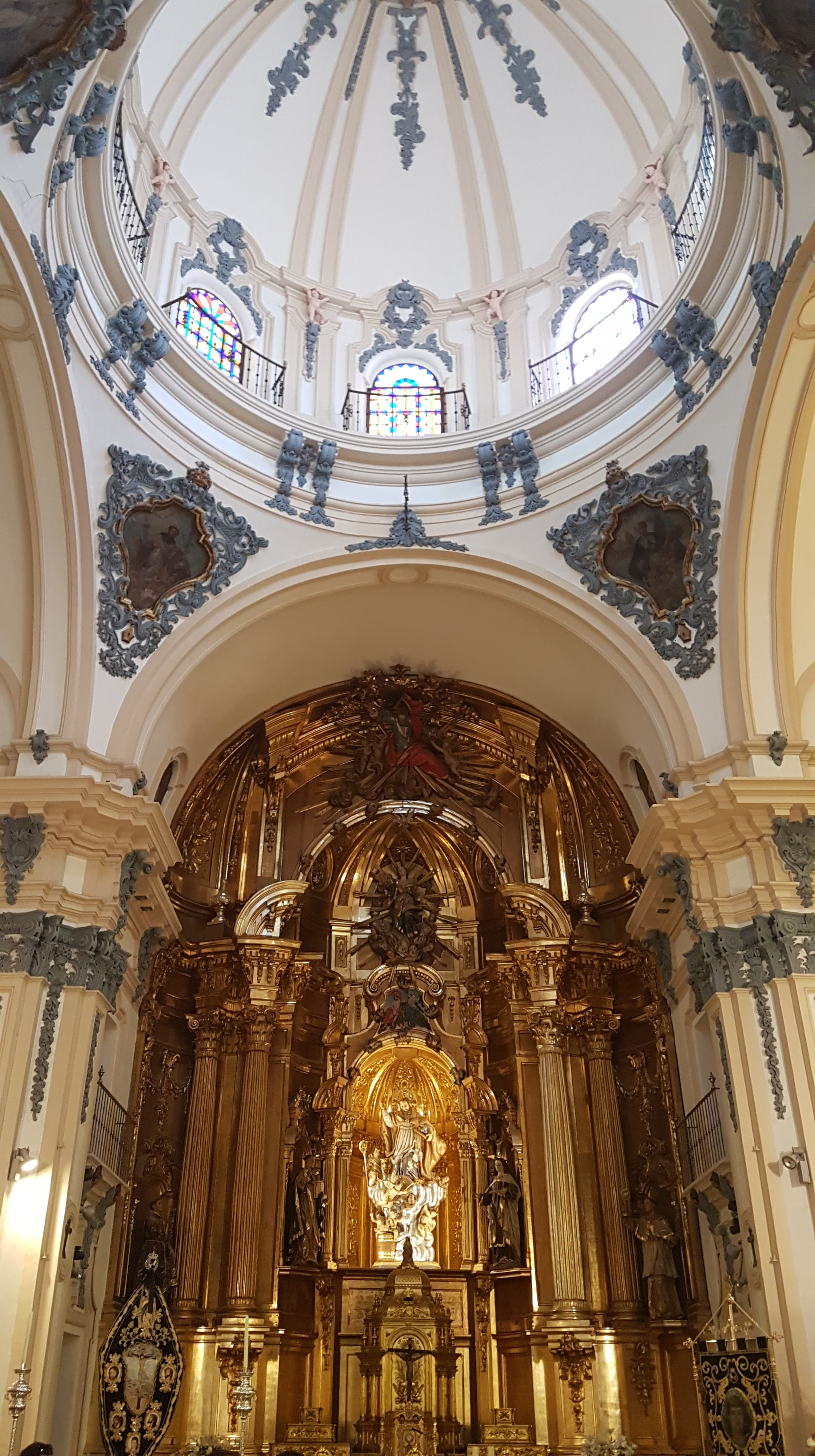
Retablo mayor y cúpula de San Nicolás de Bari

## Patrimonio
Ya en su interior, el retablo mayor barroco se cree que debió ser construido según trazas de Jaime Bort ya que su diseño recuerda el cuerpo central de la fachada de la Catedral de Murcia, del mismo autor.
Entre su patrimonio escultórico la iglesia guarda diversas imágenes destacables como la del Cristo del Amparo, titular de la cofradía del mismo nombre, talla anónima del siglo XVIII que ha sido atribuida a Francisco Salzillo de forma tradicional, aunque algunos expertos se inclinan ahora por el francés Antonio Dupar. De Francisco Salzillo también posee una Dolorosa, la cotitular de la Cofradía del Amparo, pero que algunos expertos consideran que es posterior, de principios del siglo XIX.
La iglesia de San Nicolás asimismo guarda una imagen de San Antonio de Padua, debida a la gubia de Alonso Cano, datada en 1666-1667. Y un San José y una Inmaculada de Pedro de Mena.

## Galería de imágenes

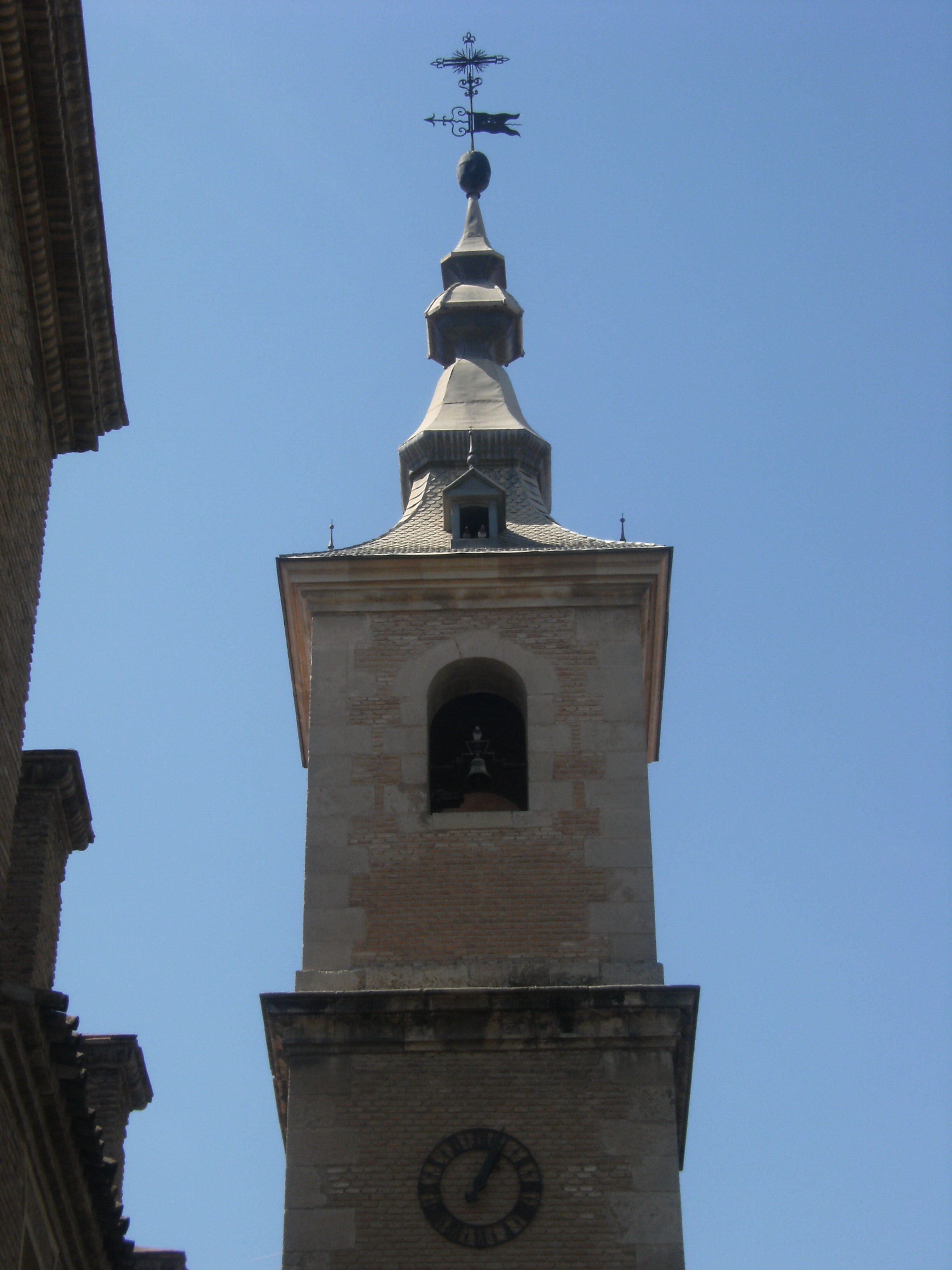
Detalle del campanario de San Nicolás de Bari
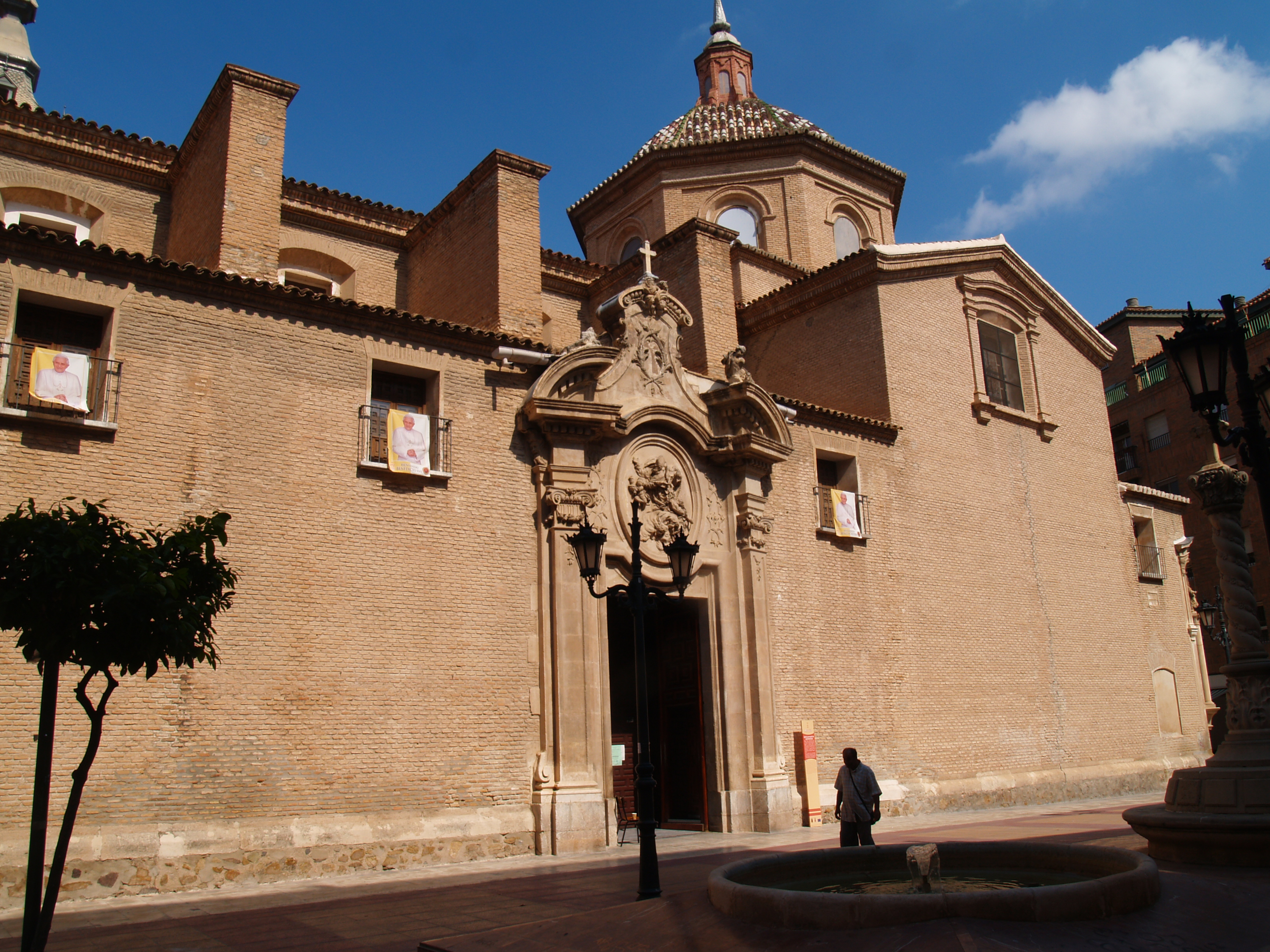
Vista lateral de la Iglesia de San Nicolás desde la plaza de igual nombre
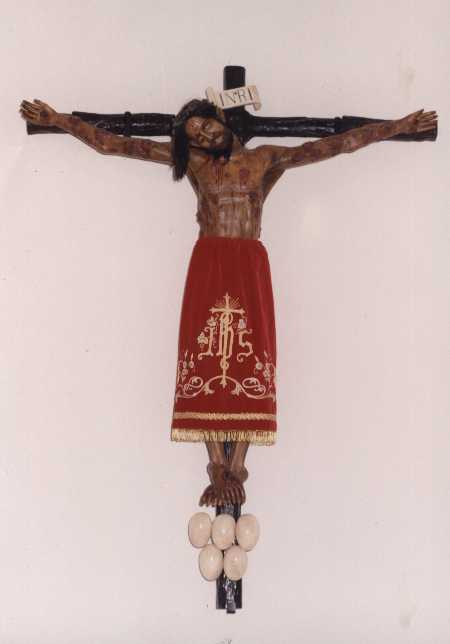
Imagen del Santísimo Cristo de Burgos en Murcia.
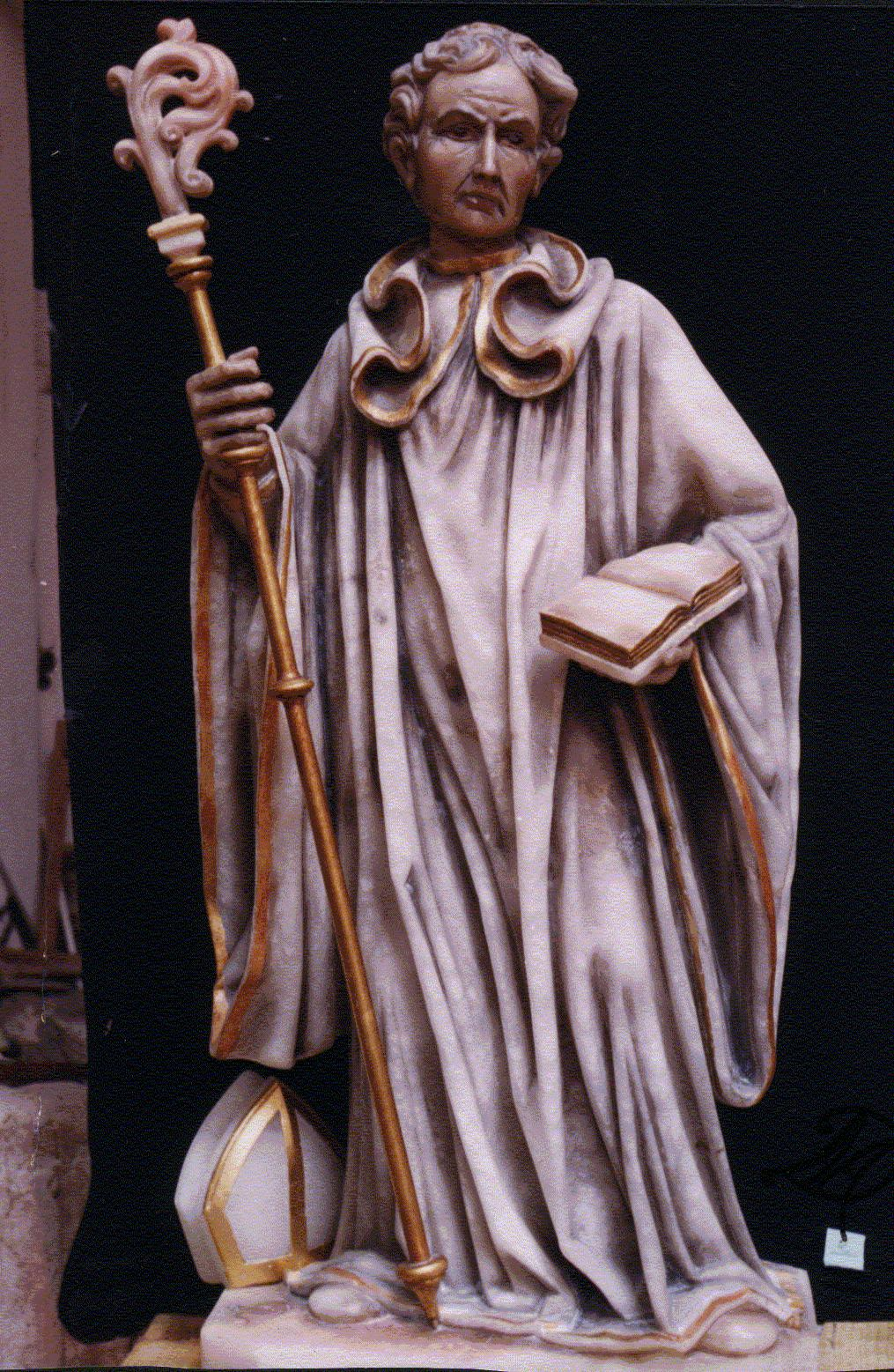
Imagen de San Lesmes en la capilla del Santísimo Cristo de Burgos.